# Sielsowiet Mastok
Sielsowiet Mastok (biał. Мастоцкі сельсавет; ros. Мостокский сельсовет) – sielsowiet na Białorusi, w obwodzie mohylewskim, w rejonie mohylewskim, z siedzibą w Mastoku.
Według spisu z 2009 sielsowiet Mastok zamieszkiwało 1309 osób, w tym 1238 Białorusinów (94,58%), 49 Rosjan (3,74%), 15 Ukraińców (1,15%), 3 Turkmenów (0,23%), 2 osoby innych narodowości i 2 osoby, które nie podały żadnej narodowości.

## Historia
23 grudnia 2009 do sielsowietu Mastok przyłączono 4 z 10 wsi z likwidowanego sielsowietu Bryli.

## Miejscowości
- agromiasteczko:
  - Mastok
- wsie:
  - Ahiejeuka
  - Fojna
  - Hrybany
  - Kalasiszcza
  - Kastrycy
  - Kruhi
  - Maciejeuszczyna
  - Makarancy
  - Makaunia
  - Makrusinka
  - Maszanaki
  - Miszkauka
  - Paułauka
  - Rusinka
  - Szapczycy
  - Zarudziejeuka